# Xishuipo
Xishuipo (sinogramme: 西水坡; Pinyin: Xīshuǐpō) est un site néolithique situé dans le Puyang, Henan, en Chine, associé à la culture de Yangshao. Ce site fut excavé de 1987 à 1988; 186 tombes y furent découvertes. 
Dans l'une des tombes (la tombe M45), le corps d'un homme de grande taille était entouré de deux mosaïques formées de coquillages blancs fixés dans le sol. Un tigre à sa droite et un Dragon chinois à sa gauche. Des mosaïques de coquillages furent aussi découvertes dans deux abris situés à proximité. La tombe était complétée par le corps de trois jeunes enfants. Certains archéologues pensent que l'homme était un shaman.